# موش جنگلی لوزونی کوچک
موش جنگلی لوزونی کوچک (نام علمی: Apomys microdon) نام یک گونه از سرده موش‌های جنگلی فیلیپین است.